# سيلفيان كوتيه
سيلفيان كوتيه هو لاعب هوكي جليد كندي، ولد في 19 يناير 1966 في مدينة كيبك في كندا.

## وصلات خارجية
- سيلفيان كوتيه على موقع دوري الهوكي الوطني (الإنجليزية)
- سيلفيان كوتيه على موقع EliteProspects.com (الإنجليزية)
- سيلفيان كوتيه على موقع HockeyDB.com (الإنجليزية)
- سيلفيان كوتيه على موقع Hockey-Reference.com (الإنجليزية)